# Sidney Poitier
Pour les articles homonymes, voir Poitier.
Sidney Poitier est un acteur, réalisateur et diplomate américano-bahaméen, né le 20 février 1927 à Miami et mort le 6 janvier 2022 à Los Angeles. En 1964, il devient le premier acteur noir et le premier Bahaméen à remporter l'Oscar du meilleur acteur. Il a reçu deux Golden Globes, un BAFTA, et un Grammy Award ainsi que des nominations pour deux Emmy Awards et un Tony Award. En 1999, il est classé « 22e acteur de légende » par l'American Film Institute dans sa liste AFI's 100 Years... 100 Stars,. Il était l'une des dernières stars survivantes de l'âge d'or d'Hollywood,,.
La famille de Poitier vit aux Bahamas, alors encore colonie de la Couronne, mais il nait à Miami en Floride, alors que ses parents sont en voyage, ce qui lui accorde automatiquement la citoyenneté américaine. Il grandit aux Bahamas, mais déménage à Miami à 15 ans, puis à New York à 16 ans. Il rejoint l'American Negro Theatre (en), décrochant le rôle révolutionnaire d'un étudiant rebelle mais talentueux dans le film Graine de violence (1955). Il devient célèbre grâce à ses rôles principaux dans des films tels que La Chaîne (1958) grâce auquel il entre dans l'histoire en devenant le premier Afro-Américain à recevoir une nomination à l'Oscar du meilleur acteur. De plus, il remporte l'Ours d'argent du meilleur acteur pour son rôle. En 1964, il remporte l'Oscar et le Golden Globe du meilleur acteur pour Le Lys des champs (1963),.
Poitier a innové en jouant de grands rôles masculins afro-américains dans des films tels que Porgy and Bess (1959), Un raisin au soleil (1961), et Un coin de ciel bleu (1965). Il joue dans trois films en 1967 qui traitent de questions de race et de relations inter-raciales (en) : Les Anges aux poings serrés, Devine qui vient dîner..., et Dans la chaleur de la nuit, ce dernier lui valant des nominations aux Golden Globes et aux BAFTA. L'année suivante, lors d'un sondage, il est élu première star du box-office américain. Il fait ses débuts comme réalisateur avec Buck et son complice (1972), suivi par L'amour fleurit en décembre (en) (1973), Uptown Saturday Night (en) (1974), et Faut s'faire la malle (1980). Il joue ensuite dans Randonnée pour un tueur (1988) et Les Experts (1992).
Poitier est fait chevalier-commandeur de l'ordre de l'Empire britannique par la reine Élisabeth II en 1974,. Il a reçu de nombreux honneurs, dont le Cecil B. DeMille Award en 1982, le Kennedy Center Honor en 1995, le Screen Actors Guild Life Achievement Award en 1999, et l'Oscar d'honneur en 2002. En 2009, il est décoré de la médaille présidentielle de la Liberté par le président Barack Obama. En 2016, il reçoit le BAFTA Fellowship pour l'ensemble de ses contributions exceptionnelles dans le domaine du cinéma. De 1997 à 2007, il est ambassadeur des Bahamas au Japon.

## Biographie

### Jeunesse, formation et débuts
Le patronyme de Poitier, d'origine française, fut introduit en Angleterre au XIe siècle durant la conquête normande. Au début des années 1800, un descendant de cette lignée, Charles Leonard Poitier, s'installe comme planteur sur l'île Cat, aux Bahamas. À son décès en 1834, son épouse hérite de 86 esclaves (39 hommes et 47 femmes), qui portent tous, comme le voulait la coutume, le patronyme de leur maître. Parmi eux se trouve l'un des ancêtres de Sidney Poitier.
Fils de Reginald James Poitier, un planteur de tomates et d'Evelyn Outten, Sidney Poitier naît lors d'un voyage de sa mère à Miami en Floride, dans le quartier de Coconut Grove.
Citoyen américain de ce fait, il grandit aux Bahamas dans le village de ses parents, sur l'île Cat. Afin de prévenir une tendance croissante à la délinquance, son père l'envoie à 15 ans rejoindre son frère à Miami. Alors qu'il avait été élevé dans une société à majorité d'origine africaine, il y est confronté au racisme qui divise le pays. « Je vivais dans un pays où je ne pouvais pas avoir de travail, sauf ceux mis à part pour ma couleur ou ma caste »,.

### Carrière

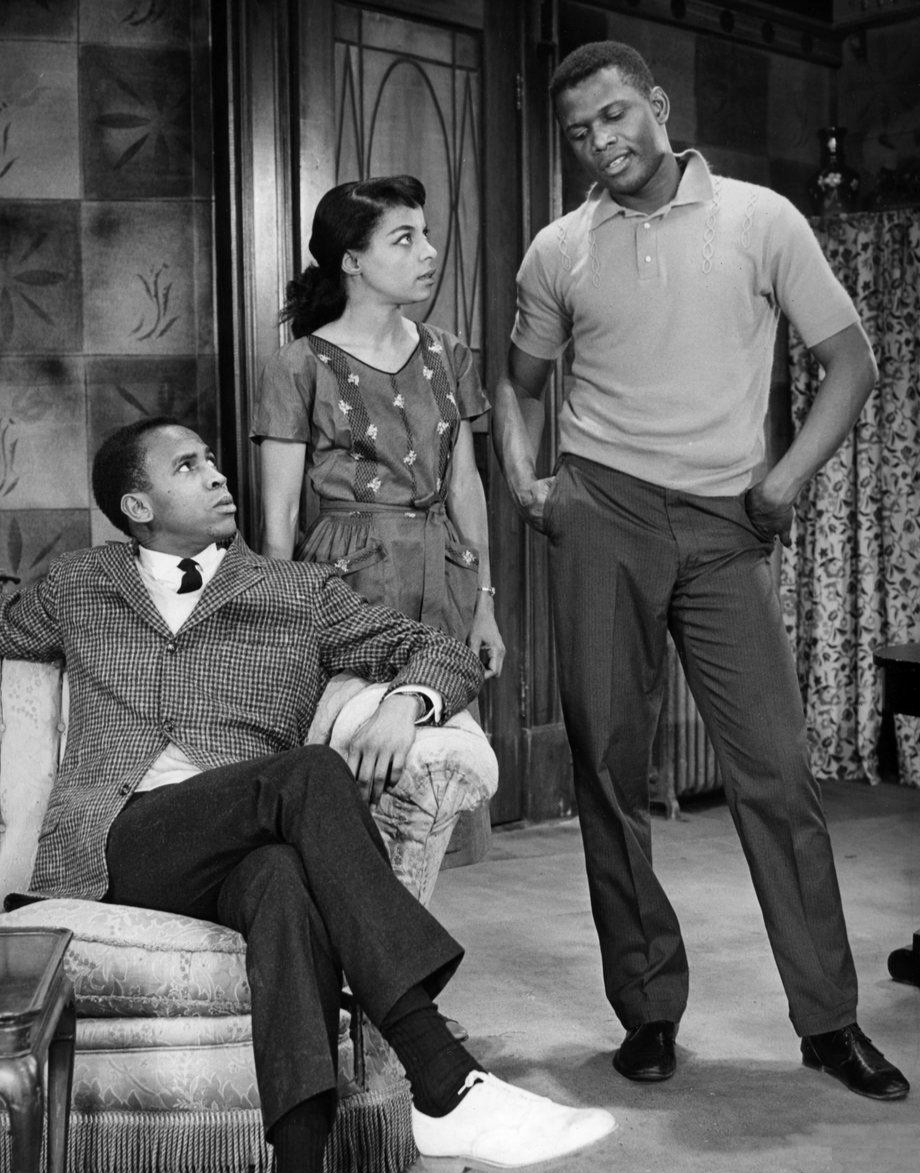
Une scène de la pièce Un raisin au soleil (1959). De gauche à droite : Louis Gossett Jr., Ruby Dee et Sidney Poitier.

À 16 ans, Sidney Poitier quitte le sud pour s'installer à New York où il exerce différents métiers pour subvenir à ses besoins. Après un bref passage dans l'armée comme employé dans un hôpital pour vétérans, il auditionne pour la troupe de l'American Negro Theater (en) fondée à Harlem par le dramaturge Abram Hill (en) et l'acteur Frederick O'Neal. Recalé une première fois, il travaille durant six mois pour perdre son accent et parfaire sa technique et parvient à l'intégrer. Il est repéré par un directeur de casting durant une répétition et décroche un petit rôle dans une production de Lysistrata à Broadway, s'attirant de bonnes critiques.
À la fin de l'année 1949, il se voit offrir un rôle dans La porte s'ouvre (No Way Out) de Joseph L. Mankiewicz.
Nommé pour l'Oscar du meilleur acteur en 1958 pour le film La Chaîne (The Defiant Ones), il remporte cette récompense en 1964 pour Le Lys des champs. Il devient ainsi le premier acteur noir à remporter ce prix.
Sidney Poitier a joué au cours de sa carrière dans une cinquantaine de films et en a réalisé une dizaine.

### Décès
Sidney Poitier meurt le 6 janvier 2022 dans sa résidence de Beverly Hills à Los Angeles à l'âge de 94 ans,,, des suites d'une crise cardiaque. Il est inhumé au Western Cemetery de Nassau, aux Bahamas.

### Vie privée

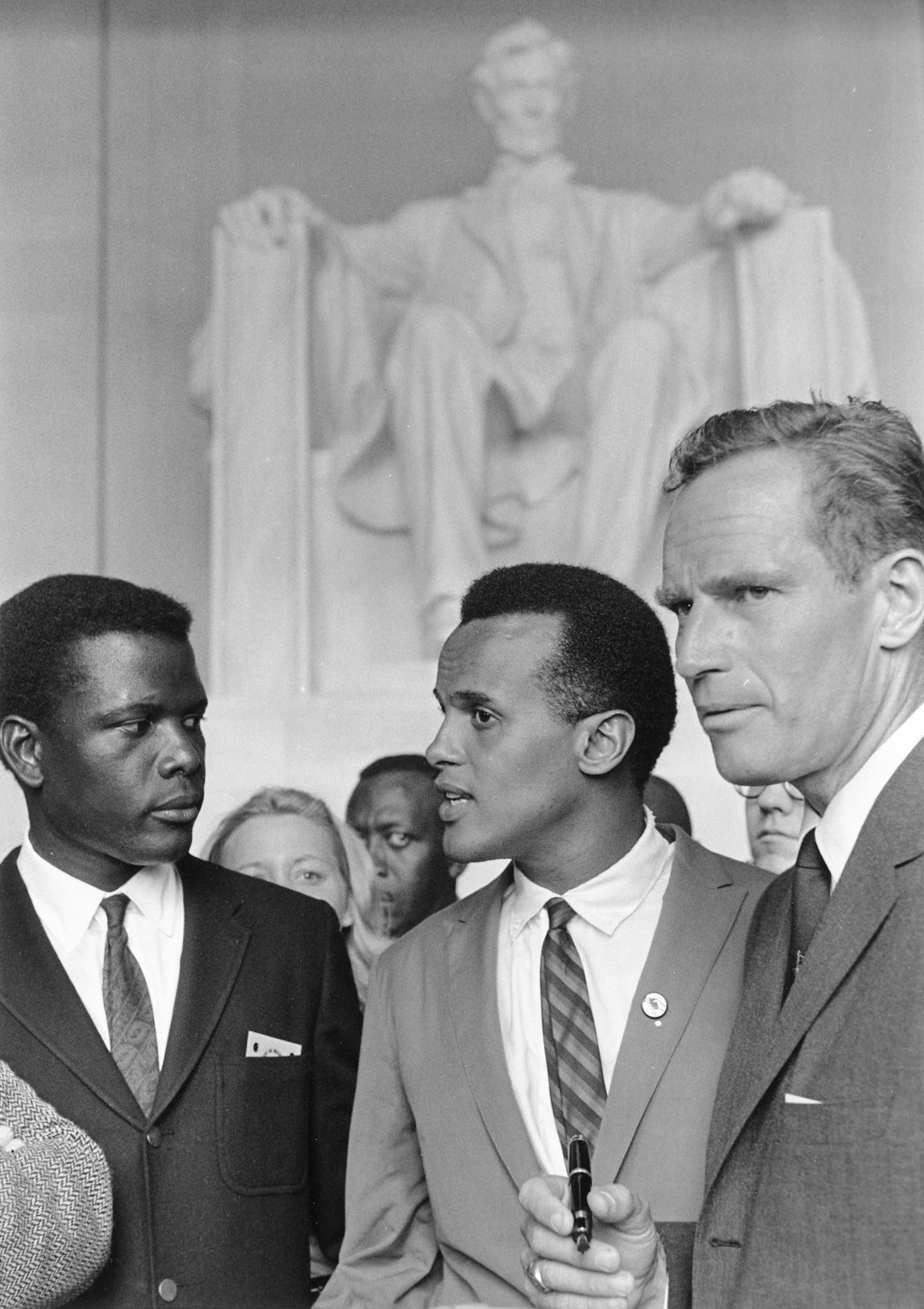
Sidney Poitier (à gauche), Harry Belafonte et Charlton Heston lors de la marche sur Washington pour l'emploi et la liberté en 1963.

Après un mariage avec la danseuse Juanita Hardy de 1950 à 1965, avec qui il a eu quatre filles, Sidney Poitier épouse l'actrice Joanna Shimkus le 23 janvier 1976. De cette union naissent deux filles, Anika Poitier et l'actrice Sydney Tamiia Poitier.

## Engagements
Sidney Poitier a milité pour le mouvement américain des droits civiques,.
En avril 1997, il est nommé ambassadeur des Bahamas au Japon. Il est également ambassadeur des Bahamas auprès de l'UNESCO.

## Filmographie

### Acteur

#### Cinéma

##### Années 1950
- 1950 : La porte s'ouvre (No Way Out) de Joseph L. Mankiewicz : Dr Luther Brooks
- 1952 : Pleure, ô pays bien-aimé (Cry, the Beloved Country) de Zoltan Korda : révérend Msimangu
- 1952 : Les Conducteurs du diable (Red Ball Express) de Budd Boetticher : Andrew Robertson
- 1954 : Go, Man, Go! de James Wong Howe : Inman Jackson
- 1955 : Graine de violence (Blackboard Jungle) de Richard Brooks : Gregory W. Miller
- 1956 : Adieu Lady (Good-bye, My Lady) de William A. Wellman : Gates
- 1957 : L'Homme qui tua la peur (Edge of the City) de Martin Ritt : Tommy Tyler
- 1957 : Le Carnaval des dieux (Something of Value) de Richard Brooks : Kimani Wa Karanja
- 1957 : L'Esclave libre (Band of Angels) de Raoul Walsh : Rau-Ru
- 1957 : La Marque du faucon (The Mark of the Hawk) de Michael Audley : Obam
- 1958 : Virgin Island de Pat Jackson : Marcus
- 1958 : La Chaîne (The Defiant Ones) de Stanley Kramer : Noah Cullen
- 1959 : Porgy and Bess d'Otto Preminger : Porgy

##### Années 1960
- 1960 : Les Marines attaquent (en) (All the Young Men) de Hall Bartlett : Eddie Towler
- 1961 : Un raisin au soleil (A Raisin in the Sun) de Daniel Petrie : Walter Lee Younger
- 1961 : Paris Blues de Martin Ritt : Eddie Cook
- 1962 : Pressure Point de Hubert Cornfield : Docteur (le psychiatre en chef)
- 1963 : Les Drakkars (The Long Ships) de Jack Cardiff : prince Aly Mansuh
- 1963 : Le Lys des champs (Lilies of the Field) de Ralph Nelson : Homer Smith
- 1965 : Aux postes de combat (The Bedford Incident) de James B. Harris : Ben Munceford
- 1965 : La Plus Grande Histoire jamais contée (The Greatest Story Ever Told) de George Stevens : Simon de Cyrène
- 1965 : Un coin de ciel bleu (A Patch of Blue) de Guy Green : Gordon Ralfe
- 1965 : Trente minutes de sursis (The Slender Thread) de Sydney Pollack : Alan Newell
- 1966 : La Bataille de la vallée du diable (Duel at Diablo) de Ralph Nelson : Toller
- 1967 : Les Anges aux poings serrés (To Sir, with Love) de James Clavell : Mark Thackeray
- 1967 : Dans la chaleur de la nuit (In the Heat of the Night) de Norman Jewison : inspecteur Virgil Tibbs
- 1967 : Devine qui vient dîner... (Guess Who's Coming to Dinner) de Stanley Kramer : Dr John Wade Prentice
- 1968 : Mon homme (For Love of Ivy) de Daniel Mann : Jack Parks
- 1969 : L'Homme perdu (The Lost Man) de Robert Alan Aurthur : Jason Higgs

##### Années 1970
- 1970 : Appelez-moi Monsieur Tibbs (They Call Me Mister Tibbs!) de Gordon Douglas : lieutenant Virgil Tibbs
- 1971 : Brother John de James Goldstone : John Kane
- 1971 : L'Organisation (The Organization) de Don Medford : lieutenant inspecteur Virgil Tibbs
- 1972 : Buck et son complice (Buck and the Preacher) de Sidney Poitier : Buck
- 1973 : L'Amour fleurit en décembre (A Warm December) de Sidney Poitier : Matt Younger
- 1974 : Uptown Saturday Night (en) de Sidney Poitier : Steve Jackson
- 1975 : Le Vent de la violence (The Wilby Conspiracy) de Ralph Nelson : Shack Twala
- 1975 : Let's Do It Again (en) de Sidney Poitier : Clyde Williams
- 1977 : A Piece of the Action de Sidney Poitier : Manny Durrell

##### Années 1980-1990
- 1987 : Randonnée pour un tueur (Shoot to Kill) de Roger Spottiswoode : Warren Stantin
- 1988 : Little Nikita de Richard Benjamin : Roy Parmenter
- 1992 : Les Experts (Sneakers) de Phil Alden Robinson : Donald Crease
- 1997 : Le Chacal (The Jackal) de Michael Caton-Jones : Carter Preston

#### Télévision
- 1991 : Séparés mais égaux (Separate But Equal) : Thurgood Marshall
- 1995 : La Croisée des destins : Gypsy Smith
- 1996 : Un prof en enfer (To Sir, with Love 2) : Mark Thackeray
- 1997 : Mandela and de Klerk : Nelson Mandela
- 1998 : David et Lisa (David and Lisa) : Dr Jack Miller
- 1999 : Free of Eden : Will Cleamons - également producteur
- 1999 : L'Affaire Noah Dearborn : Noah Dearborn
- 2001 : The Last Brickmaker in America : Henry Cobb

#### Documentaire
- 1979 : Paul Robeson: Tribute to an Artist : narrateur.

### Réalisateur
- 1972 : Buck et son complice
- 1973 : L'Amour fleurit en décembre (A Warm December)
- 1974 : Uptown Saturday Night (en)
- 1975 : Le Coup à refaire (Let's Do It Again)
- 1977 : A Piece of the Action
- 1980 : Faut s'faire la malle
- 1982 : La Folie aux trousses
- 1985 : Fast Forward (en)
- 1990 : Papa est un fantôme (Ghost Dad)

## Distinctions

### Récompenses
- Berlinale 1958 : Ours d'argent du meilleur acteur pour La Chaîne

- BAFTA 1959 : Meilleur acteur étranger pour La Chaîne

- Berlinale 1963 : Ours d'argent du meilleur acteur pour Le Lys des champs

- Golden Globes 1964 : Meilleur acteur dans un film dramatique pour Le Lys des champs
- Oscars 1964 : Meilleur acteur dans une comédie dramatique pour Le Lys des champs

- Golden Apple Awards 1967 : Star masculine de l'année

- Festival international du film de Saint-Sébastien 1968 : Meilleur acteur pour Mon homme, partagé avec Claude Rich pour Je t'aime, je t'aime

- Fotogramas de Plata 1969 : Meilleur acteur étranger pour Devine qui vient dîner...
- Golden Globes 1969 : Henrietta Award

- NAACP Image Awards 1976 : Meilleur réalisateur d'une comédie d'action pour Let's Do It Again (en)

- Golden Globes 1982 : Cecil B. DeMille Award

- National Board of Review 1994 : Prix pour l'ensemble de sa carrière

- Screen Actors Guild Awards 1998 : Prix pour l'ensemble de sa carrière

- NAACP Image Awards 2000 : Meilleur acteur dans un téléfilm ou une mini-série pour L'Affaire Noah Dearborn

- NAACP Image Awards 2001 : Hall of Fame

- American Film Institute 2002 : Prix pour l'ensemble de sa carrière
- Oscars 2002 : Oscar d'honneur « pour ses interprétations extraordinaires et sa présence unique à l'écran, et pour représenter l'industrie avec dignité, style et intelligence. »

- Britannia Awards 2006 : Cunard Britannia Award pour sa contribution au monde du cinéma

- Film Society of Lincoln Center 2011 : Gala Tribute

### Nominations
- BAFTA 1958 : Meilleur acteur étranger pour L'Homme qui tua la peur
- Golden Globes 1959 : Meilleur acteur dans un film dramatique pour La Chaîne
- Laurel Awards 1959 :
  - Révélation masculine
  - Meilleur acteur dans un film dramatique La Chaîne
- Oscars 1959 : Meilleur acteur dans un film dramatique La Chaîne

- Golden Globes 1960 : Meilleur acteur dans un drame musical pour Porgy and Bess
- BAFTA 1962 : Meilleur acteur étranger pour Un raisin au soleil
- Golden Globes 1962 : Meilleur acteur dans un film dramatique pour Un raisin au soleil

- Laurel Awards 1964 : Meilleur acteur dans un film dramatique pour Le Lys des champs
- BAFTA 1965 : Meilleur acteur étranger pour Le Lys des champs

- Golden Globes 1966 : Meilleur acteur dans un film dramatique pour Un coin de ciel bleu
- Laurel Awards 1966 : Meilleur acteur dans un film dramatique pour Un coin de ciel bleu
- BAFTA 1967 : Meilleur acteur étranger pour Un coin de ciel bleu

- Laurel Awards 1967 : Meilleur acteur dans un film d'action pour La Bataille de la vallée du diable
- BAFTA 1968 Meilleur acteur étranger pour Dans la chaleur de la nuit

- Golden Globes 1968 : Meilleur acteur dans un film dramatique pour Dans la chaleur de la nuit
- Laurel Awards 1968 :
  - Meilleur acteur dans un film d'action pour Dans la chaleur de la nuit
  - Star masculine lors des Golden Laurel

- Golden Globes 1970 : Henrietta Award du meilleur acteur
- Laurel Awards 1970 : Meilleur acteur

- Primetime Emmy Awards 1991 : Meilleur acteur dans un téléfilm où une mini-série pour Separate But Equal

- Golden Globes 1992 : Meilleur acteur dans une mini-série où un téléfilm pour Separate But Equal

- NAACP Image Awards 1996 : Meilleur acteur dans un téléfilm où une mini-série pour La Croisée des destins

- CableACE Awards 1997 : Meilleur acteur dans un téléfilm pour Mandela and de Klerk

- Primetime Emmy Awards 1997 : Meilleur acteur dans un téléfilm ou une mini-série pour Mandela and de Klerk

- Blockbuster Entertainment Awards 1998 : Meilleur acteur dans un film d'action pour Le Chacal
- Image Awards 1998 : Meilleur acteur dans un téléfilm ou une mini-série pour Mandela and de Klerk
- Satellite Awards 1998 : Meilleur acteur dans un téléfilm pour Mandela and de Klerk
- Screen Actors Guild Awards 1998 : Meilleur acteur dans un téléfilm pour Mandela and de Klerk

- Black Reel Awards 2000 : Meilleur acteur dans un téléfilm pour L'Affaire Noah Dearborn

### Décorations

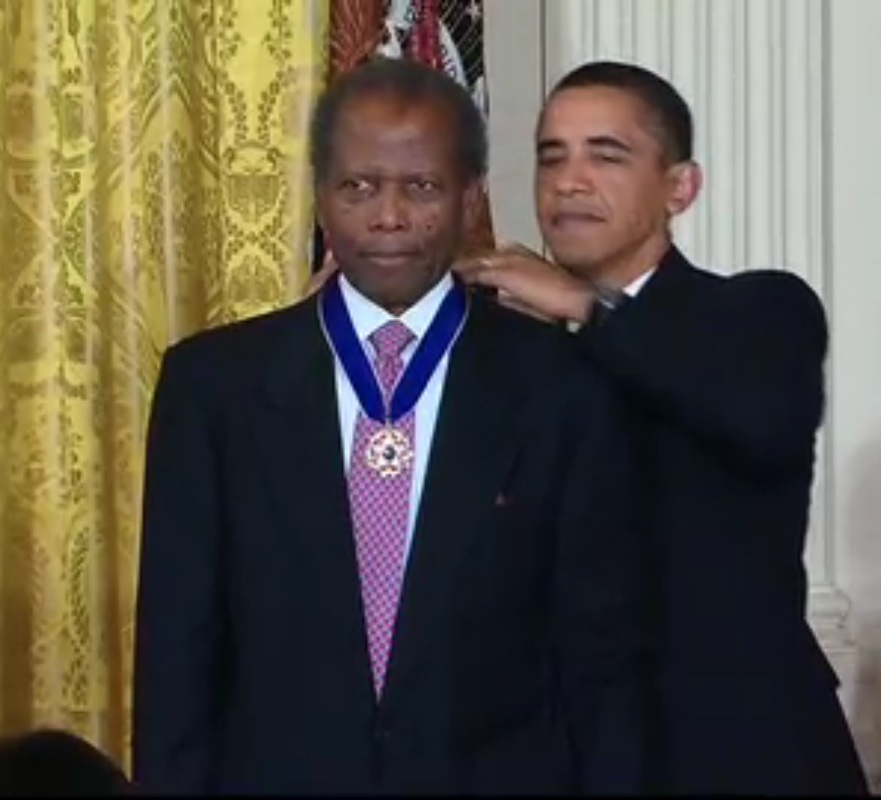
Sidney Poitier recevant la médaille présidentielle de la Liberté des mains du président des États-Unis Barack Obama en 2009.

En 1974, Sidney Poitier est fait chevalier-commandeur de l'ordre de l'Empire britannique (KBE), ce qui lui confère le titre et le prédicat de « Sir » (les Bahamas, membre du Commonwealth, étaient encore une colonie britannique quelques mois auparavant).
Le 9 mai 1986, il est fait docteur honoris causa en beaux-arts de l'université de Miami
En 2006, en déplacement au Festival de Cannes, il est promu commandeur de l'ordre des Arts et des Lettres.
En août 2009, il fait partie des seize personnalités à recevoir des mains du président des États-Unis Barack Obama la médaille présidentielle de la Liberté, la plus haute distinction civile américaine.

## Publication
- (en) Sidney Poitier, The Measure of a Man: A Spiritual Autobiography (autobiographie), San Francisco, Harper, 2007, 272 p. (ISBN 978-0061357909).

## Voix françaises
| - Bachir Touré dans : - Les Conducteurs du diable - Graine de violence - L'Homme qui tua la peur - Le Carnaval des dieux - La Chaîne - Le Lys des champs - Les Drakkars - Trente minutes de sursis - La Bataille de la vallée du diable - Dans la chaleur de la nuit - Appelez-moi Monsieur Tibbs - L'Organisation - Georges Aminel dans : - Paris Blues - Un coin de ciel bleu - Devine qui vient dîner... | - Serge Sauvion dans : - Les Anges aux poings serrés - Buck et son complice - Sady Rebbot dans : - Séparés mais égaux (mini-série) - Les Experts - Med Hondo dans : - Le Chacal - L'Affaire Noah Dearborn (téléfilm) et aussi : - Marcel Painvin dans La porte s'ouvre - René Arrieu dans L'Esclave libre - William Sabatier dans Aux postes de combat - Greg Germain dans Randonnée pour un tueur |